# 杜姆杜姆
杜姆杜姆（Dumdum），是印度西孟加拉邦North Twentyfour Parganas县的一个城镇。总人口101319（2001年）。

## 人口
该地2001年总人口101319人，其中男性52868人，女性48451人；0—6岁人口8086人，其中男4095人，女3991人；识字率81.68%，其中男性为84.71%，女性为78.37%。